# Pedetes
Pedetes is een geslacht van knaagdieren uit de familie van de springhazen (Pedetidae). De wetenschappelijke naam van het geslacht werd in 1811 gepubliceerd door Johann Karl Wilhelm Illiger.

## Soorten
Er worden 2 soorten in dit geslacht geplaatst:
- Pedetes capensis (Forster, 1778)
- Pedetes surdaster (Thomas, 1902)